# Município de Chester (condado de Meigs, Ohio)
Localização do Ohio nos E.U.A.
O município de Chester (em inglês: Chester Township) é um local localizado no condado de Meigs no estado estadounidense de Ohio. No ano 2010 tinha uma população de 2496 habitantes e uma densidade populacional de 21,17 pessoas por km².

## Geografia
O município de Chester encontra-se localizado nas coordenadas 39° 04′ 39″ N, 81° 55′ 31″ O. Segundo o Departamento do Censo dos Estados Unidos, o município tem uma superfície total de 117.9 km², da qual 117,87 km² correspondem a terra firme e (0,02 %) 0,03 km² é água.

## Demografia
Segundo o censo de 2010, tinha 2496 pessoas residindo no município de Chester. A densidade de população era de 21,17 hab./km².